# Сяськино
Сяськино — деревня в Белинском районе Пензенской области России. Входит в состав Волчковского сельсовета.

## География
Расположено в 2 км к западу от г. Белинский.

## Население
| 2010 |
| ---- |
| 611  |

Село является местом компактного расселения мордвы, которая составляет 24 % населения села.

## История
Основана как выселок крестьян г. Чембар. Входила в состав Мачинской волости Чембарского уезда. После революции в составе Шелалейского сельсовета. Колхоз «Родина Белинского», в 1980-х годах центральная усадьба птицефабрики «Белинская».